# Haliplus laminatus
Haliplus laminatus is een keversoort uit de familie watertreders (Haliplidae). De wetenschappelijke naam van de soort is voor het eerst geldig gepubliceerd in 1783 door Schaller.